# Estación de Betanzos-Ciudad
Betanzos-Ciudad (en gallego, y oficialmente según Adif, Betanzos-Cidade) es una estación ferroviaria situada en la ciudad española de Betanzos, en la provincia de La Coruña, en la comunidad autónoma de Galicia. Dispone de servicios de Larga y Media Distancia operados por Renfe.
Hay otra estación en el municipio, la de Betanzos-Infesta, situada a 5,5 km de esta, en la confluencia de las líneas León-La Coruña y Betanzos-Ferrol.

## Situación ferroviaria
La estación se encuentra en el punto kilométrico 5,473 de la línea férrea de ancho ibérico que une Betanzos con Ferrol a 4 metros de altitud, entre las estaciones de Betanzos-Infesta y de Miño. El tramo es de vía única y está sin electrificar.

## Historia
El ferrocarril llegó a Betanzos-Ciudad el 5 de mayo de 1913 con la apertura de la línea Betanzos - Ferrol, tras un largo periodo de proyectos y obras, tras haber quedado desierto el concurso para su construcción y explotación. Se encargó a Norte que efectuase el mantenimiento necesario para la puesta en servicio de esta línea. Se encargó finalmente de la explotación MZOV, y a partir de 1928, la Compañía Nacional de los Ferrocarriles del Oeste. En 1941, la estación pasó a depender de la recién creada RENFE quien gestionó la misma hasta la separación de la compañía en Adif y Renfe Operadora el 31 de diciembre de 2004.

## La estación
El edificio de viajeros de la estación de Betanzos-Ciudad es una estructura de dos pisos que luce un aspecto clásico. Está situada en el borde noroeste del núcleo urbano de Betanzos, lo que hace que esté mucho más cercana al casco urbano de la ciudad que la estación de Betanzos-Infesta.
Cuenta con dos andenes, uno lateral y el otro central, a los que acceden dos vías.

## Servicios ferroviarios

### Larga distancia
En la estación de Betanzos-Ciudad efectúan parada los trenes Alvia que unen las estaciones de Ferrol y Madrid-Chamartín. Hasta marzo de 2020 también circulaba el Trenhotel Atlántico, un tren nocturno que también unía Madrid con Ferrol y que fue suprimido por la pandemia de COVID-19.

### Media distancia
También se ofertan servicios de Media Distancia con destino a La Coruña y Ferrol, existiendo cinco servicios por sentido los días laborables que se reducen a cuatro los fines de semana y festivos.